# اللواء 314 ميكا (اليمن)
اللواء 314 ميكا هو لواء مدرع يمني تشكل في 4 يونيو 1982 بأسم «اللواء الرابع ميكانيك» ، كرابع لواء عسكري في الجيش اليمني بعد ثورة 26 سبتمبر ، وضم بعدها إلى سلاح الفرقة الأولى مدرع ،
في 6 أغسطس 2012 تم ضم اللواء إلى تشكيل الحماية الرئاسية وفصلها من الفرقة الأولى مدرع وسمي رسمياً بأسم (اللواء الرابع حماية رئاسية) يتمركز اللواء حالياً في العاصمة صنعاء .

## التسمية
| الاسم                      | بداية        | نهاية        | ملاحظة |
| -------------------------- | ------------ | ------------ | ------ |
| اللواء الرابع ميكانيك      | 4 يونيو 1982 |              |        |
| اللواء 314 ميكا            |              | 6 أغسطس 2012 |        |
| اللواء الرابع حماية رئاسية | 6 أغسطس 2012 | حالياً        |        |

## قادة اللواء
| م | القائد        | بداية        | نهاية | المدة | فترة الرئيس       |
| - | ------------- | ------------ | ----- | ----- | ----------------- |
| 1 | محمد علي خليل | 2 يناير 1983 |       |       | علي عبد الله صالح |
| 2 |               |              |       |       |                   |